# Wapen van Nicaragua
Het wapen van Nicaragua vertoont grote gelijkenis met het wapen van de verdwenen federatie van de Verenigde Staten van Centraal-Amerika, waar Nicaragua tot 1840 deel van uitmaakte.
De vijf vulkanen in de driehoek staan voor de vijf lidstaten van deze federatie: Costa Rica, El Salvador, Guatemala, Honduras en Nicaragua. Hun positie aan zee symboliseert de ligging van Centraal-Amerika aan de Atlantische en de Grote Oceaan. De driehoek zelf symboliseert gelijkheid. De regenboog in het wapen staat voor vrede en de frygische muts (onder de regenboog) voor vrijheid.
Het wapen is ook te zien op de vlag van Nicaragua.